# 蓋奇堡 (伊利諾伊州)
蓋奇堡（英語：Fort Gage）是位於美國伊利諾伊州蘭道夫縣的一個非建制地區。該地的面積和人口皆未知。

## 地理
蓋奇堡的座標為38°57′38″N 89°54′16″W / 38.96056°N 89.90444°W，而該地的平均海拔高度為118米（即387英尺）。